# Saison 4 de DCI Banks
Chronologie
Saison 3 Saison 5
Cet article présente les épisodes de la quatrième saison de la série télévisée DCI Banks.
Au Royaume-Uni, chaque enquête est diffusée en deux épisodes de 45 minutes, généralement à une semaine d'écart. En France, chaque enquête est diffusée dans son intégralité, soit 90 minutes.

## Distribution

### Acteurs principaux
- Stephen Tompkinson (en) (VF : Lionel Tua) : Inspecteur chef (DCI) Alan Banks
- Andrea Lowe (en) (VF : Laura Blanc) : Sergent (DS) Annie Cabbot
- Jack Deam (en) : Sergent (DS) Ken Blackstone
- Caroline Catz (en) (VF : Ariane Deviègue) : Inspecteur principal (DI) Helen Morton

### Acteurs secondaires
- Danny Rahim : Agent (DC) Tariq Lang
- Badria Timimi : Dr Allen
- Keith Barron (en) : Arthur Banks, père d'Alan Banks
- Polly Hemingway : Ida Banks, mère d'Alan Banks (épisode 1)

## Liste des épisodes

### Épisode 1: Ce qui restera de nous (What Will Survive)
- Royaume-Uni : 4 mars et 11 mars 2015 sur ITV
- France : 31 mai 2020 sur France 3

- Royaume-Uni : 5,50 millions de téléspectateurs (1re partie) (première diffusion)
- Royaume-Uni : 5,41 millions de téléspectateurs (2e partie) (première diffusion)
- France : millionErreur d’expression : opérateur >= inattendu. de téléspectateurs (1re partie) (%) (première diffusion)

- Edward MacLiam : David Hornby
- Steve Toussaint : Michael Osgood
- Aron Julius : Robbie Osgood
- Darren Morfitt (en) : Jason McCready
- Kate Rutter : Maureen McCready
- Charlie Heaton : Gary McCready
- Holli Dempsey : Jodie Nash
- Simon Meacock : Shane Harris
- Ginny Holder (en) : Dr Sophie Hatfield
- Julia Krynke (en) : Katrin Vesik
- Daiva Dominyka : Annika Vesik
- Kersti Kreismann : Ines Vesik
- Kirsi Isaac : Traducteur
- Marko Leht : Tanel
- Jemma Drake : Adele
- Julie Riley : Becky
- Rosy Clayton : Voisin

### Épisode 2: Secrets enfouis (Buried)
- Royaume-Uni : 18 mars et 25 mars 2015 sur ITV
- France : 31 mai 2020 sur France 3

- Royaume-Uni : 4,70 millions de téléspectateurs (1re partie) (première diffusion)
- Royaume-Uni : 4,98 millions de téléspectateurs (2e partie) (première diffusion)
- France : millionErreur d’expression : opérateur >= inattendu. de téléspectateurs (%) (première diffusion)

- Silas Carson : Raheel Kamel
- Ellora Torchia : Nafeesah Kamel
- Seeta Indrani (en) : Anaan Kamel
- Pushpinda Chani : Bilal Suleman
- Michael Jibson (en) : Lewis Hargreaves
- Richard Hawley : Geoff Dwyer
- Ciara Baxendale (en) : Evie Dwyer
- Nick Moran : Jacky Mullen
- Eliza Butterworth : Holly
- Andrea Mason : Kelly
- Ellie Rooney-West : Hannah
- Sue Wallace : Sandra

### Épisode 3: Réparer ses erreurs (Ghosts)
- Royaume-Uni : 1er avril et 8 avril 2015 sur ITV

- Royaume-Uni : 3,82 millions de téléspectateurs (1re partie) (première diffusion)
- Royaume-Uni : 3,89 millions de téléspectateurs (2e partie) (première diffusion)

- Matt Lanigan : Michael Morton
- Amber Batty : Sarah Tate
- Mark Letheren (en) : Matthew Tate
- Richie Campbell : Liam Fallon
- Amy Marston : Dr Beverley Calcutt
- Cal Macaninch : Sergent (DS) Martin Hexton
- Tanya Fear (en) : Mélanie Thomas
- James Bloor : Spencer Foster
- Natasha Little : Elaine Foster
- Nicholas Gleaves (en) : Gerald Foster
- Helen Mackay : Serveuse
- Alan Cooke : Inspecteur-chef (DCI) Denmoor
- Edward MacLiam : David Hornby
- Matthew Bates : Avocat